# Chesterfield FC
Chesterfield FC är en engelsk professionell fotbollsklubb i Chesterfield, grundad 1867. Hemmamatcherna spelas på Proact Stadium. Klubbens smeknamn är The Spireites. Klubben spelar 2018/19 i National League, som är femteligan i England.

## Historia

Klubbens ligaplaceringar från och med 1899.

Klubben är en av världens äldsta ligaklubbar och gjorde debut i The Football League säsongen 1899/00. Sin främsta period hade de under åren 1936–1951 med spel i Second Division. 1946/47 gjorde klubben sin bästa säsong någonsin med en fjärdeplacering i tabellen. För det mesta har dock klubben hört till de två lägsta divisionerna i The Football League.
Säsongen 1996/97 nådde Chesterfield semifinal i FA-cupen, vilket räknas som en av klubbens främsta meriter.

## Meriter
- Division 3 Norra: Mästare 1930/31, 1935/36
- Division 4 (eller motsvarande): Mästare 1969/70, 1984/85, 2010/11, 2013/14
- Midland Football League: Mästare 1909/10, 1919/20
- Football League Trophy: Mästare 2011/12; Tvåa 2013/14
- Anglo-Scottish Cup: Mästare 1980/81
- FA-cupen: Semifinalist 1996/97

## Kända spelare
- Dennis Westcott
- Gordon Banks
- Kevin Davies